# Energetik

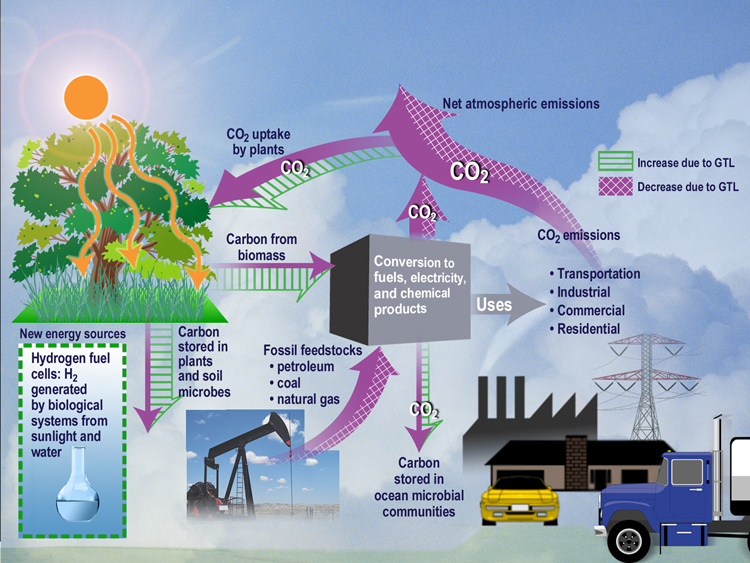
Ekologisk analys av koldioxid i ett ekosystem.

Energetik är det vetenskapliga studiet av energiflöden och lager under omvandling. Eftersom energiflöden förekommer på alla skalor, från kvantmekanik nivå, till biosfären och rymden, är energetik ett mycket brett ämnesområde som exempelvis omfattar termodynamik, kemi, biologi, biokemi och ekologi. Var varje gren av energetik börjar och slutar är ett ämne för ständig debatt.